# Lút
Lút (persky دشت لوت‎ – přepsáno Dašt-e Lút) je solná poušť ležící na území východního Íránu, zejména provincií Chorásán a Kermán. Na západě je ohraničena Kohrúdskými horami, součástí Íránské vysočiny. Na severu přechází v Dašt-e Kavír (Velkou solnou poušť). Na východě ji ohraničují pohoří podél afghánské hranice, např. Ešger (2856 m), Bálán (2712 m) a Palangán (2488 m).
Zaujímá území o rozloze 50 000 km², přičemž 9000 km² zabírá písečná poušť. Svojí rozlohou je 25. největší pouští na světě. Tvoří bezodtoké aridní území, na němž najdeme hlinitou a štěrkovou poušť. V jihovýchodní oblasti tvoří také duny. Část pouště (22 780 km²) byla v roce 2016 prohlášena světovým přírodním dědictvím pod ochranou UNESCO.
V letech 2005 a 2006 zde byla naměřena nejvyšší povrchová teplota (neplést s teplotou vzduchu) na Zemi (70,7 °C).

## Fotogalerie

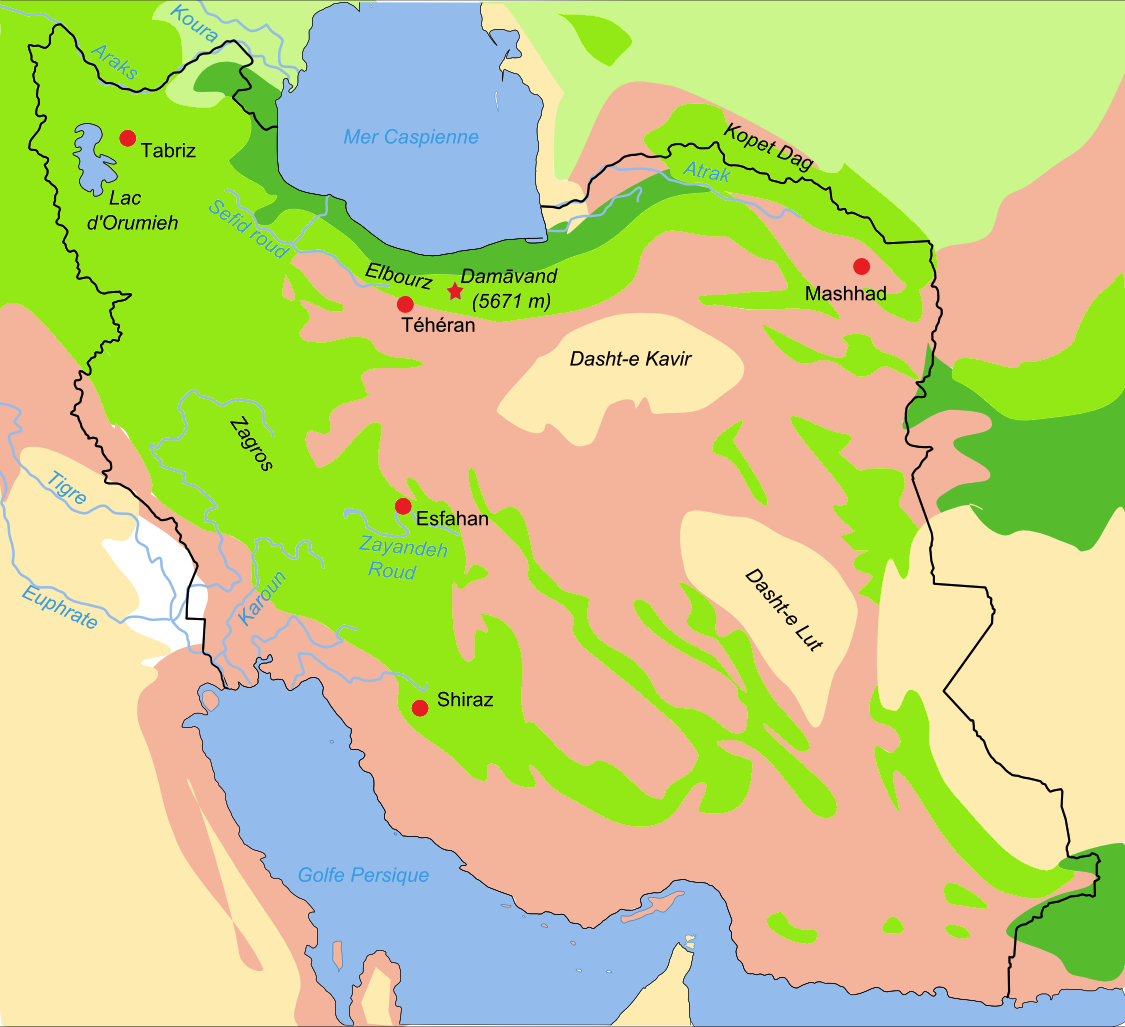
mapa Íránu s vyznačením pouště
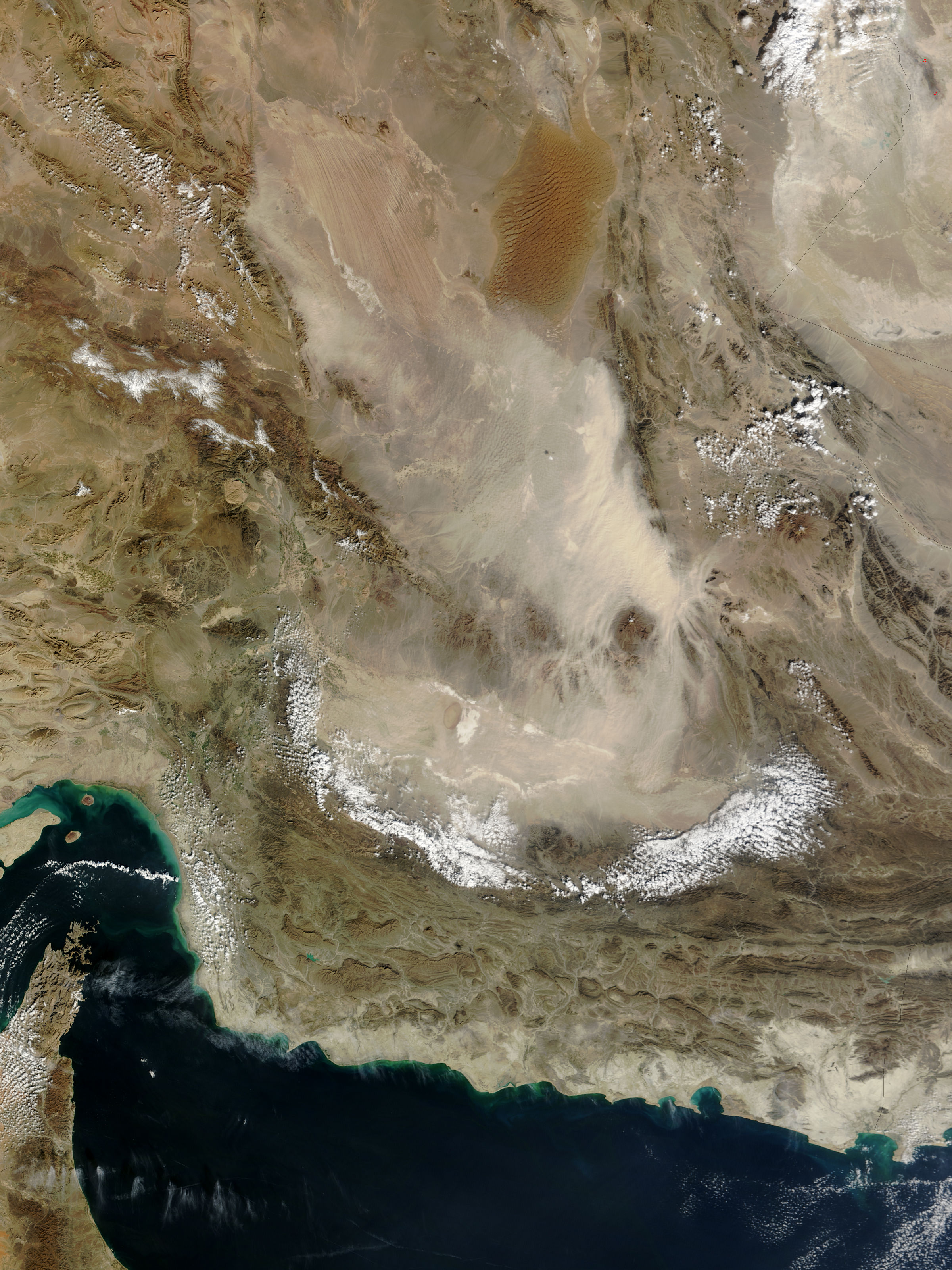
satelitní snímek
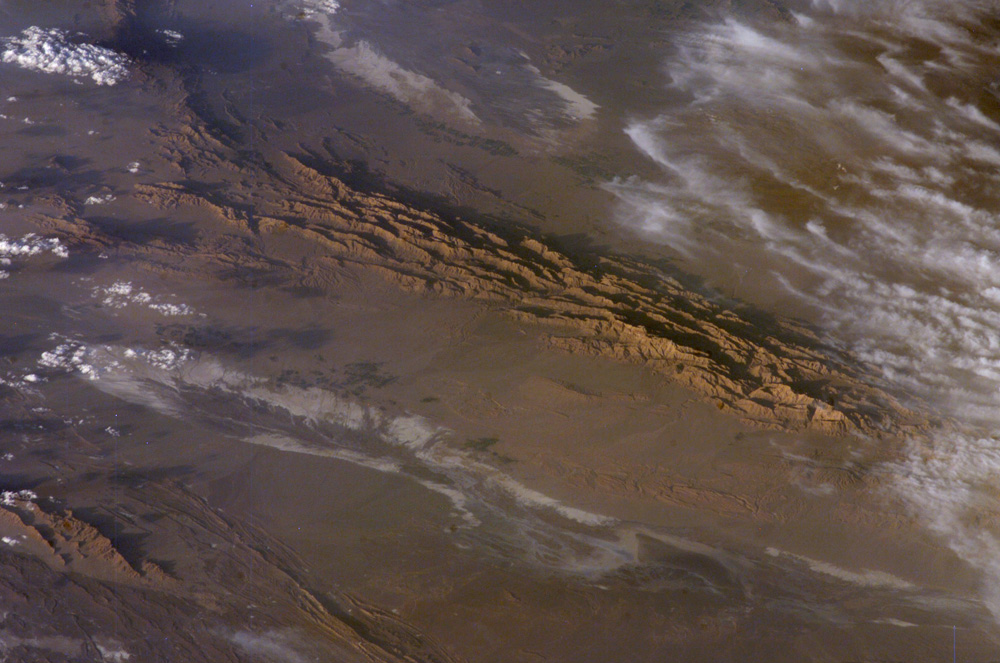
pohled na část pouště
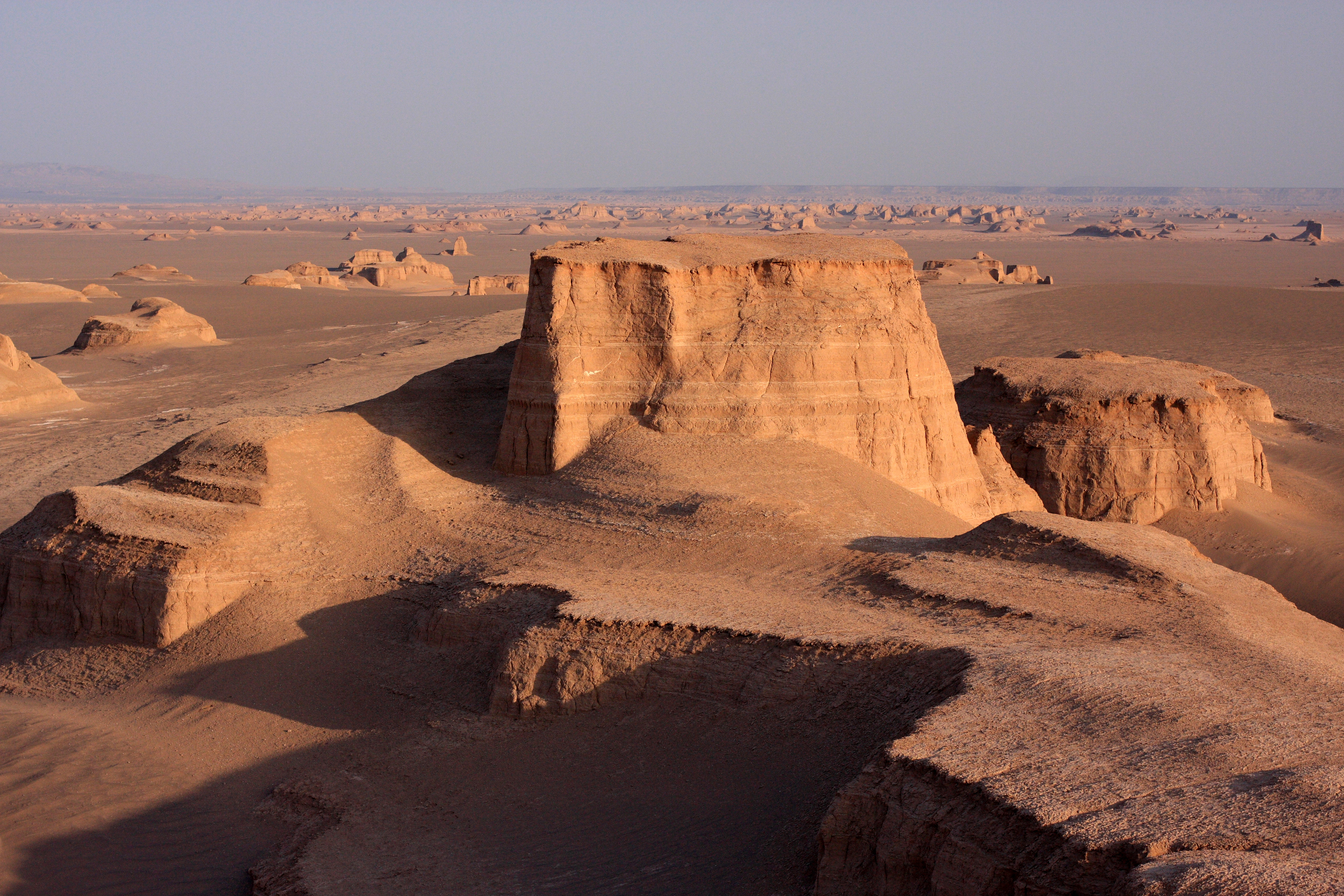
zdejší krajina
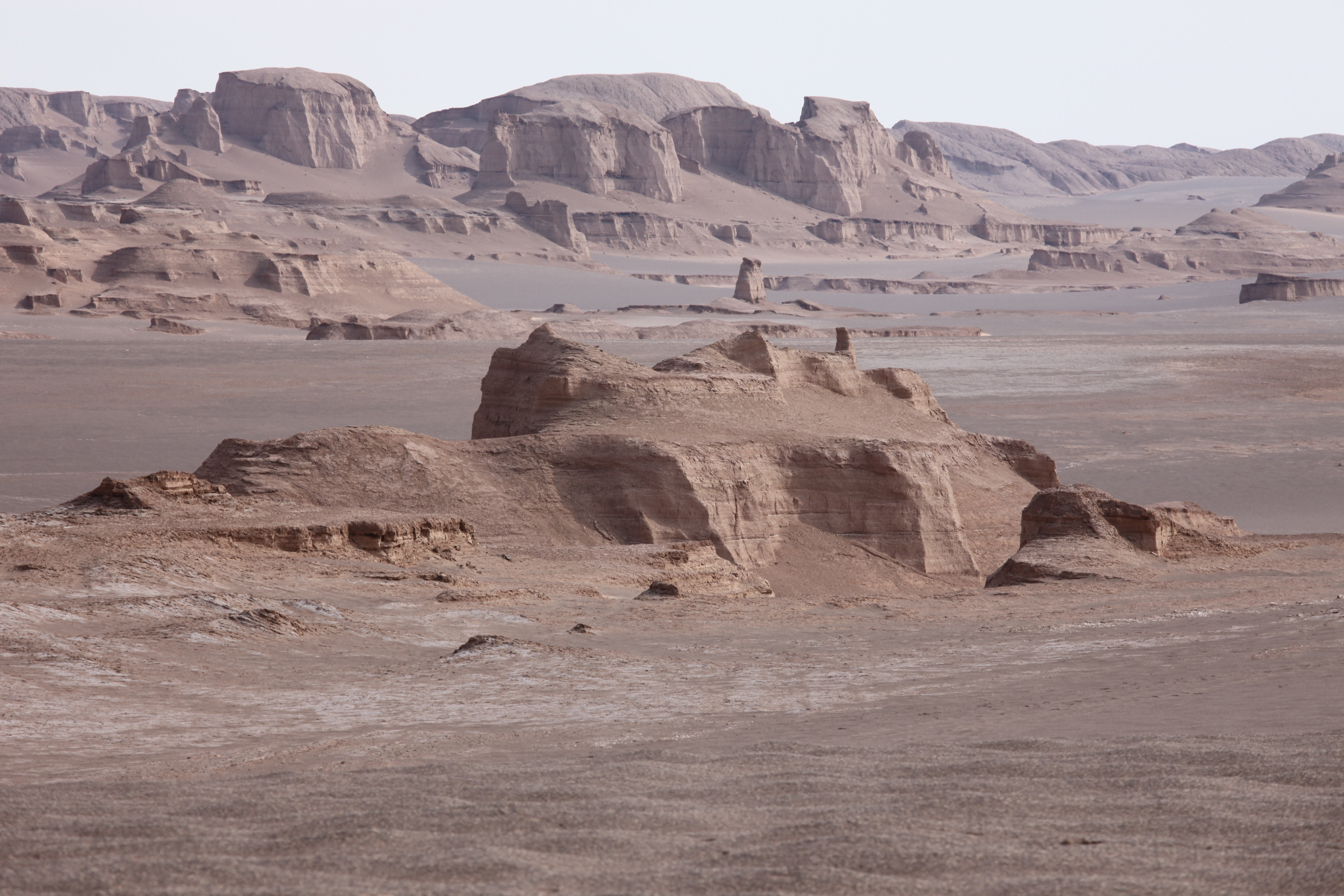
zdejší krajina